# Cosimo Tura
Cosimo Tura (Cosmè Tura) (Ferrara, 1430 körül — Ferrara, 1495. április) olasz festő. Az itáliai, ferrarai reneszánsz festészet quattrocento korszakában több stílus találkozása mentén alkotó művészegyéniség.

## Élete, munkássága
Nagy hatásssal volt rá Andrea Mantegna és Donatello drámai emberábrázolása, Padovában és Velencében tanulmányozta az ő műveiket. A ferrarai udvarban alkotó Piero della Francesca és Rogier van der Weyden realizmusa és monumentalitása is nagy hatást gyakorolt rá, valamint az udvar gótikus pompája. Cosimo Tura a gótikus, a középkori és a reneszánsz elemek kiváló egyeztetőjévé vált, őt tekintik a ferrarai iskola megalapítójának. Jeles tanítványai voltak, például Francesco del Cossa, Francesco Bianchi.

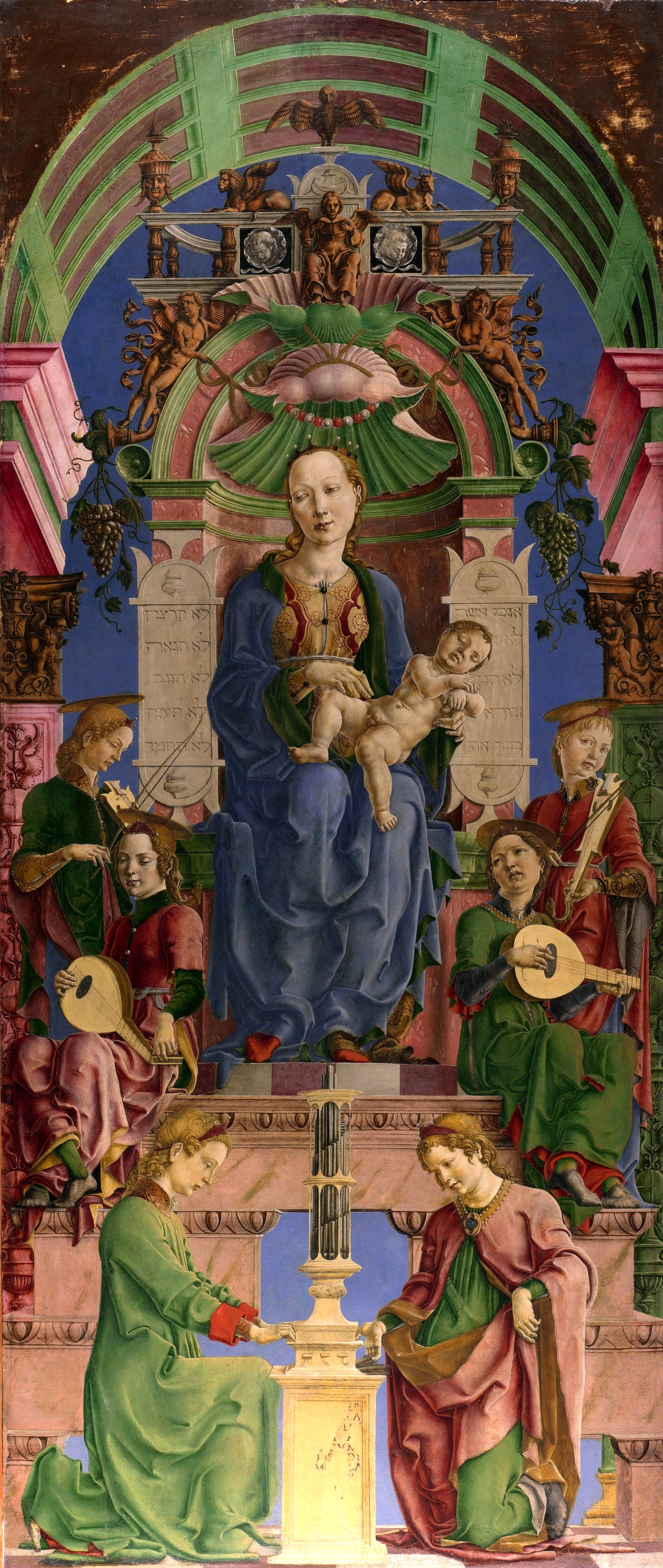
Trónoló Madonna a gyermekkel és zenélő angyalokkal

1458-tól Ferrarában a D’Este-család udvari festője lett. 1467-ben a San Domenico Sacrati-kápolna díszítésében vett részt. 1469–72 között a ferrarai Dómban festett. Évszakok, hónapok c. allegorikus festménysorozatával a Schifanois-palotát díszítette. Mindegyik hónap külön ábrázolva volt a maga ókori istenségével, s némely képeken az udvar mindennapi embereit is megfestette. 1467—80 között gobelinterveket is készített. Portréfestőként is számos megrendelést kapott. Ferrarai munkái elpusztultak, arcképfestményei és táblaképei maradtak fent Európa és Amerika jeles közgyűjteményeiben.

## Művei (válogatás)[2]
- Szent Sebestyén (Berlin)
- Trónoló Madonna szentekkel (Berlin)
- Szent Kristóf (Berlin)
- Királyok imádása (tondó, Cambridge)
- Zenész portréja (Dublin)
- Szent Maureliust vesztőhelyre vezetik és lefejezik (két tondó, Ferrara, Képtár)
- Angyali üdvözlet
- Szent György (Ferrara, dómmúzeum)
- Szent Domonkos (Firenze, Uffizi)
- Trónoló Madonna zenélő szentekkel (London, National Gallery)
- Angyali üdvözlet (London, N. G.)
- Pietả (Velence, Museo Correr; Párizs, Louvre)
- Madonna (Velence, Accademia)

## Galéria

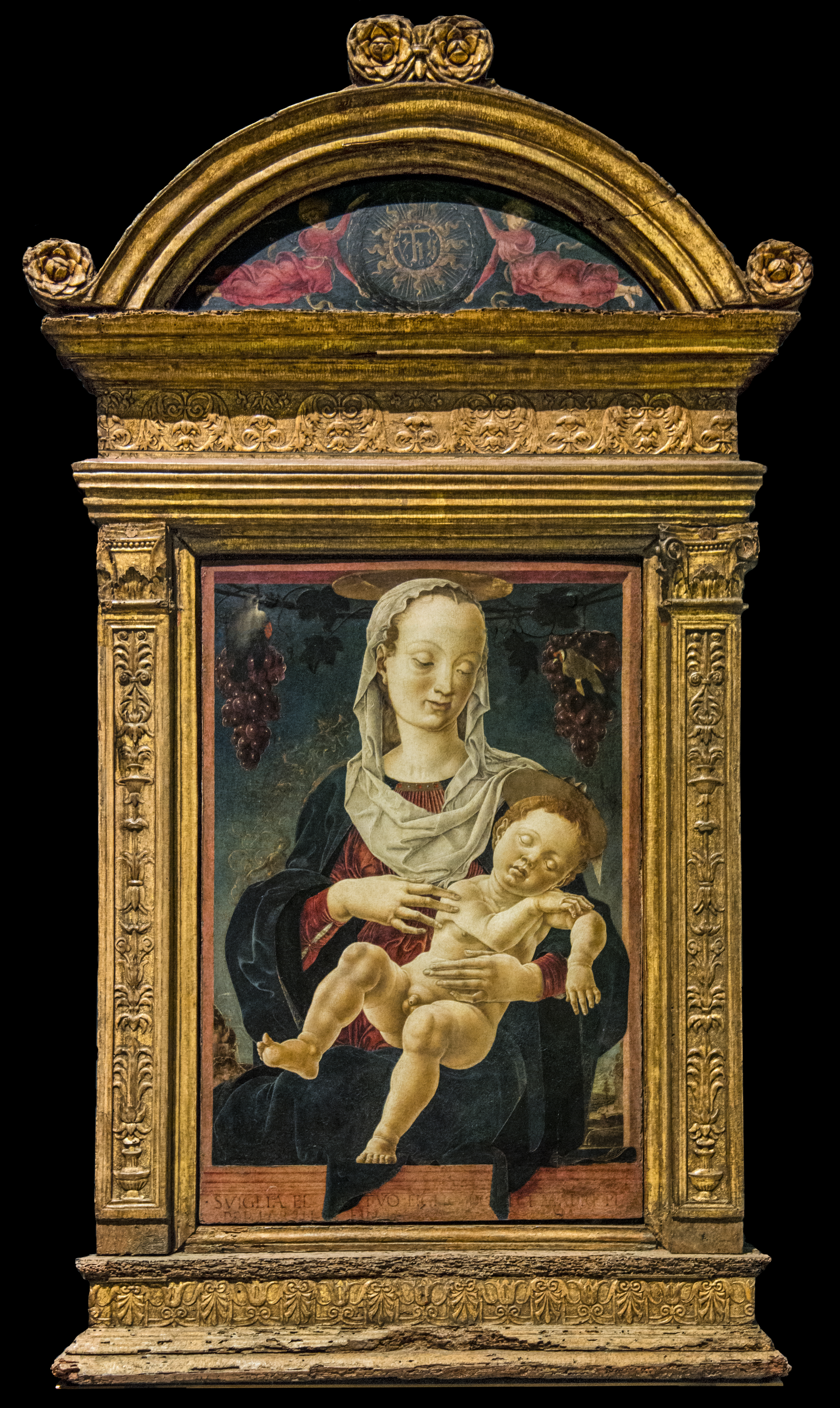
Madonna az alvó Jézussal (1470; Velence, Accademia)
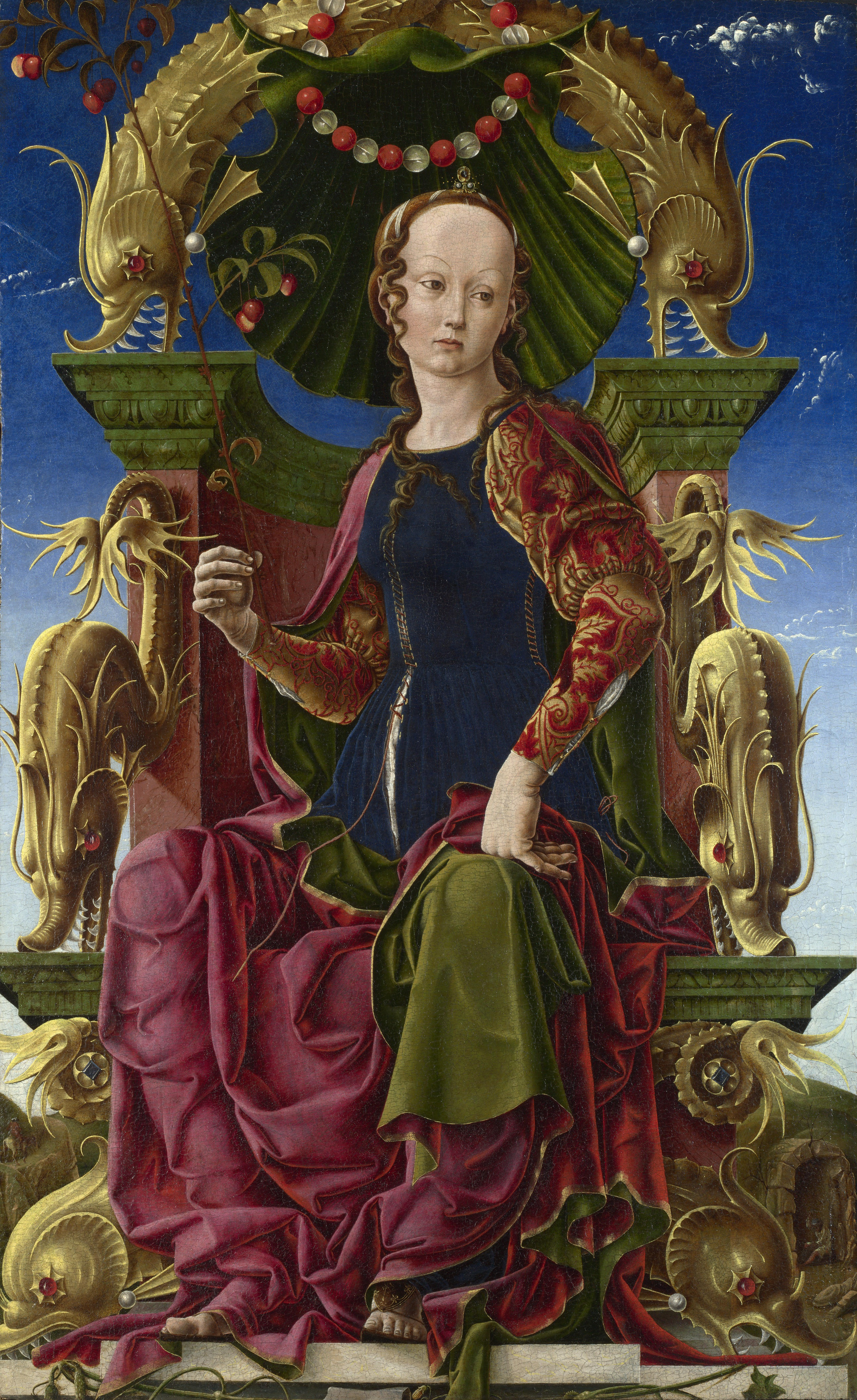
A tavasz allegóriája (1460; London, National Gallery)
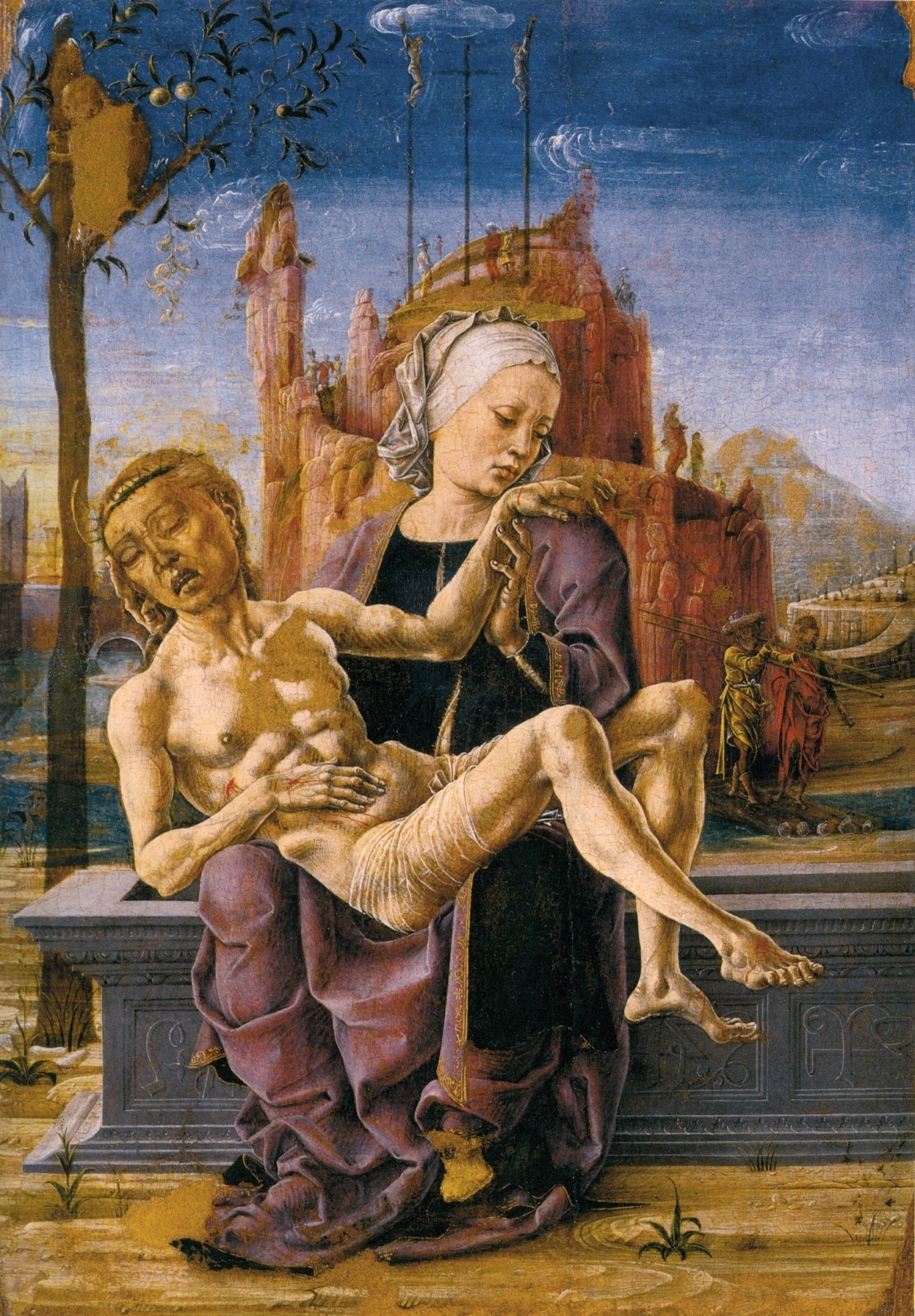
Pietà (1460; Velence, Museo Correr)
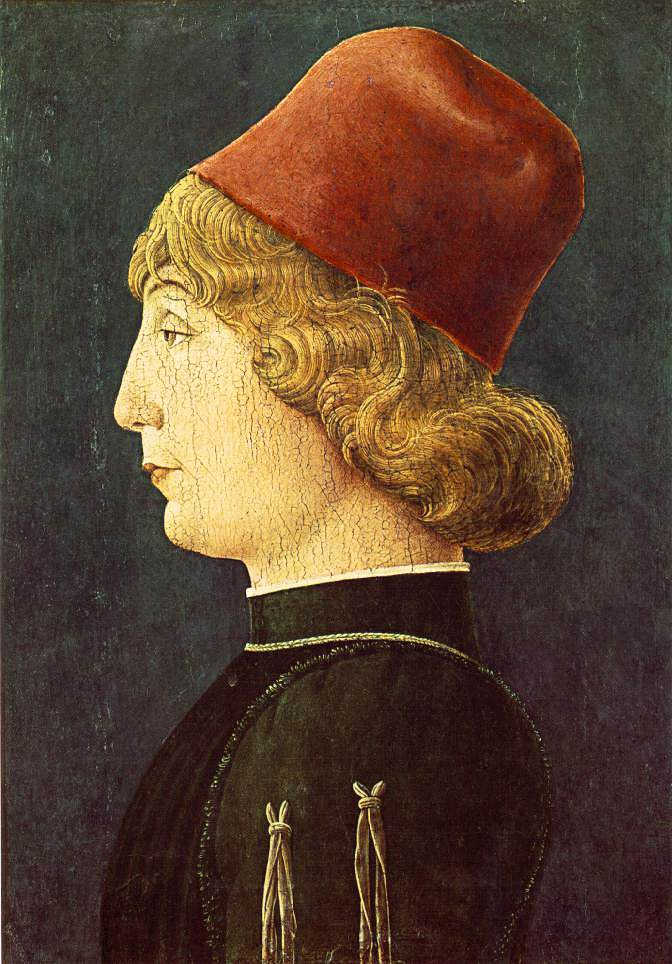
Fiatal férfi arcképe (1450–52; New York, Metropolitan Museum of Art)